# Honda CX 500-serie
De Honda CX 500-serie is een serie 500cc-motorfietsen met vloeistofgekoelde dwarsgeplaatste V-twin-motoren die Honda produceerde van 1978 tot 1985. De serie omvat de CX 500, de CX 500 Deluxe, de CX 500 E(uro), de CX 500 T(urbo)C(ustom), de GL 500 D SilverWing en de GL 500 D SilverWing Interstate.

## Voorgeschiedenis
Honda was in 1971 op de markt gekomen met haar eerste 500cc-model, de Honda CB 500 Four, die in 1977 uit productie ging omdat hij was vervangen door de CB 550 Four. Mede omdat viercilinders in de Verenigde Staten niet goed aansloegen kwam Honda in 1977 met de Honda CB 400 Twin-serie en al in februari van dat jaar ging het gerucht dat er ook een 500cc-tweecilinder zou komen. Men ging echter niet uit van een luchtgekoelde staande paralleltwin, zoals de weinig succesvolle CB 500 T, maar van een vloeistofgekoelde tweecilinderboxermotor met riemaandrijving voor de bovenliggende nokkenas. Die gedachte ging uit van het idee dat er een "halve" GL 1000 GoldWing zou komen en dat die machine "GL 500 T" zou gaan heten en een langsgeplaatste motor en cardanaandrijving zou krijgen. Het wachten was op de Tokyo Motor Show van november 1977 waar verwacht werd dat Honda de GL 500 zou tonen, nu er een week later een officiële perspresentatie in Frankrijk gepland stond. Dat gebeurde echter niet, de internationale pers moest het doen met tekeningen van de "Super Magnum 6" (de latere Honda CBX-zescililinder) en de GL 500, die een vloeistofgekoelde V-twin met cardanaandrijving bleek te zijn.

### 1973, CX 360 Turbo prototype

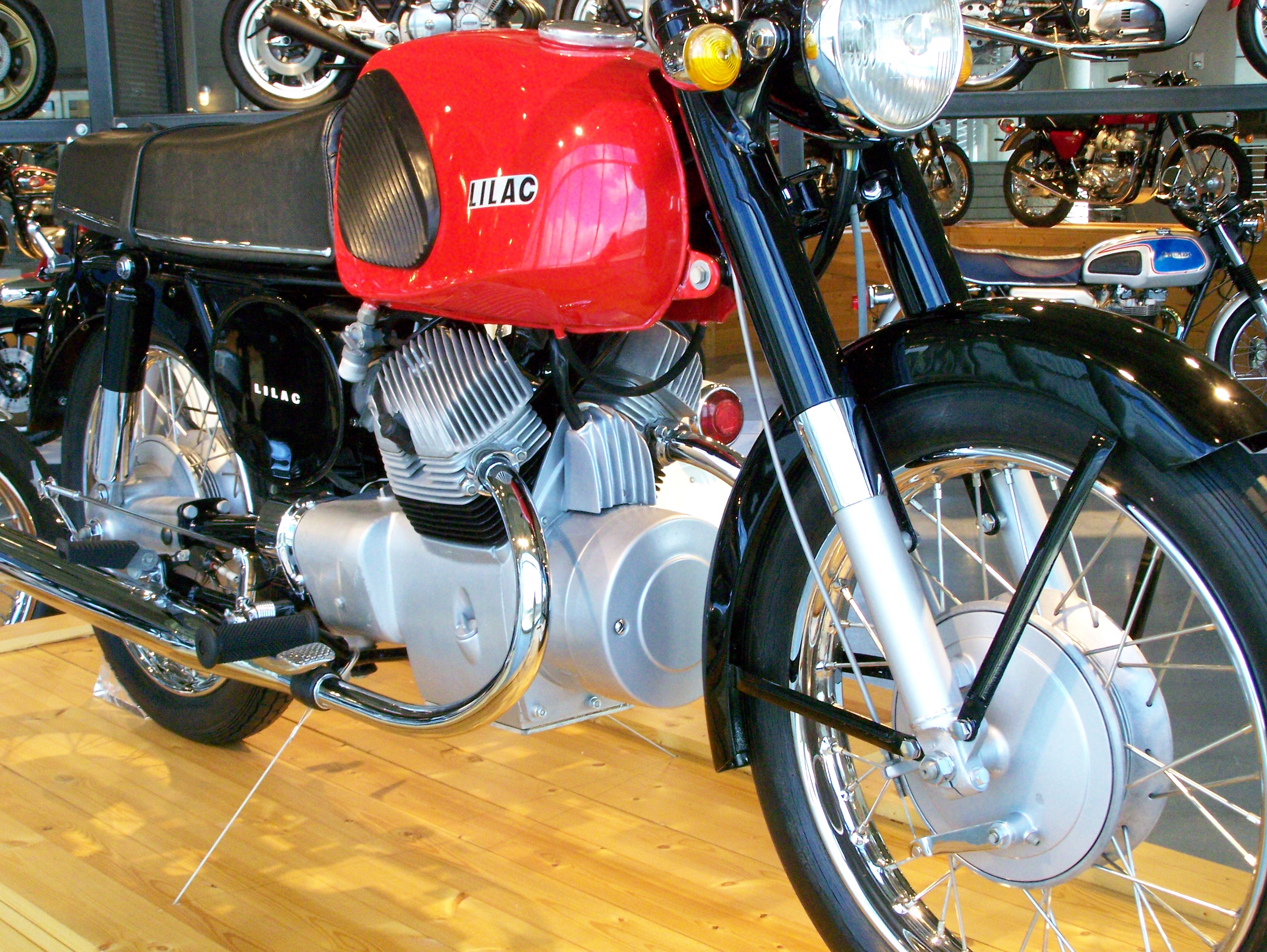
Het is goed mogelijk dat een Marusho Lilac aan de wieg stond van de Honda CX-modellen.

Al in 1973 bouwde Honda een luchtgekoelde langsgeplaatste V-twin met een turbocompressor. Honda was toen (indachtig de oliecrisis) op zoek naar zuinige, lichte motoren die toch veel vermogen leverden en andere merken deden hetzelfde door aan wankelmotoren te gaan werken. Het CX 350 Turbo prototype was waarschijnlijk een vriendendienst van Masashi Ito, die ooit onder Soichiro Honda had gewerkt bij het autobedrijf Art Shokai en later het motorfietsmerk Marusho had opgericht. Onder de laatste producten van Marusho waren op de Victoria Bergmeister geïnspireerde langsgeplaatste V-twins. In 1960 had Marusho het Lilac MF-330 332cc-prototype gemaakt. Marusho ging rond 1967 failliet. Het prototype dat in 1973 verscheen werd opgevolgd door een vloeistofgekoeld exemplaar, maar de vermogenswinst van 36 naar 43 pk was te gering en in 1975 werd het project voorlopig stilgelegd. Het prototype kende echter behalve de turbocompressor nog meer nieuwigheden: een automatische versnellingsbak, comstarvelgen en een enkelzijdige achterwielophanging met een linksysteem, een voorloper van Pro Link.

## 1978-1984, CX 500
Uiteindelijk vond de presentatie begin december 1977 plaats op het Circuit Paul Armagnac bij Nogaro, waar bleek dat de machine de naam "CX 500" gekregen had. Het circuit was een opmerkelijke keuze, eerdere modellen waren op Afrikaanse zandwegen gepresenteerd, maar op een circuit ging de motorpers de machine vanzelfsprekend ook waarderen op haar sportieve kwaliteiten, ondanks het feit dat de baan nat was. De CX 500 bleek enkele interessante constructiedetails te hebben, waardoor hij zowel comfortabel toeristisch als sportief te rijden was.

### Motor
Bij de constructie van de motor week Honda ver af van de gebaande paden. Een langsgeplaatste V-twin kende Moto Guzzi weliswaar ook, maar de Honda-motor was vloeistofgekoeld en de blokhoek bedroeg slechts 80°. De cilinders waren naar 22° buiten gedraaid, wat als voordelen had dat de uitlaatbochten langs de radiateur liepen en dat de carburateurs onder de tank zaten, zonder de scheenbenen van de berijder te hinderen. Het nadeel van die verdraaiing van de cilinders was dat de aandrijving van een bovenliggende nokkenas niet door een ketting of riem kon geschieden. Honda koos dan ook voor een morseketting-aangedreven hoogliggende nokkenas, waarbij de vier kleppen per cilinder door korte stoterstangen en tuimelaars aangestuurd werden. Aan de voorkant van de nokkenas zat de ventilatoraandrijving, aan de achterkant zat de koelvloeistofpomp. In tegenstelling tot andere langsgeplaatste motoren zat de dynamo niet aan de voorkant, maar aan de achterkant van de krukas. Aan de voorkant zat het aandrijftandwiel voor de koppeling en een klein tandwieltje dat via een ketting de oliepomp aandreef.

### Aandrijving
Ook de aandrijving van de CX 500 was bijzonder. De versnellingsbak lag niet - zoals gebruikelijk - achter de motor, maar rechts onder de krukas. Aan de voorkant van de krukas zat een klein tandwiel, dat in een verhouding van 2,242:1 een tandwiel van de meervoudige natte platenkoppeling aandreef. Die koppeling zat in een uitstulping aan de voorkant van de motor en door de grote vertraging draaide ze samen met alle verdere onderdelen erg langzaam. Dat maakte een zeer soepel schakelende versnellingsbak mogelijk, wat bij cardanaangedreven motorfietsen ongebruikelijk was. De hele versnellingsbak lag onder de krukas, waardoor het motorblok erg compact bleef. Op het einde van de hoofdas zat een transmissiedemper. Doordat zowel de koppeling als de hoofdas van de versnellingsbak tegengesteld aan de draairichting van de krukas in draaiden, werd het kantelmoment van de krukas grotendeels geëlimineerd.

### Rijwielgedeelte
De CX 500 kreeg een brugframe met een grote bovenbuis die vanaf het balhoofd bovenlangs de motor liep en met een bocht achter het blok naar beneden ging. Het achterframe was dubbel uitgevoerd en sloot boven de tank op het hoofdframe aan, maar ook aan de onderkant waar de schetsplaten voor de bevestiging van het motorblok zaten. Bij het balhoofd zaten ook twee schetsplaten waar de bovenkant van het blok bevestigd was. Voor zat een telescoopvork, achter een swingarm met twee FVQ-veer/demperelementen. De wielen waren van het comstartype, de eerste uitvoering met "bolle", stalen spaken. In het voorwiel zaten twee schijfremmen, achter een enkele trommelrem. De comstarvelgen waren geschikt voor tubelessbanden, maar tot voor kort konden Japanse merken die nog niet leveren. Honda leverde de CX 500 nu echter met tubelessbanden zowel van Yokohama als van Bridgestone.

### Stylingkenmerken
Terwijl Japanse fabrikanten eind jaren zeventig het verwijt kregen dat hun motorfietsen nogal op elkaar leken, week het ontwerp van de Honda CX 500 helemaal af. Dat begon bij de constructie van het frame zelf, dat vanaf het balhoofd onder de tank doorliep en pas achter het luchtfilterhuis en de zijdeksels een scherpe bocht naar beneden maakte. De koplamp zat in een kunststof omhulsel, dat aan de onderkant enkele centimeters doorliep en aan de bovenkant het instrumentenpaneel omhulde en dat veel aspirantkopers nogal lelijk vonden. Honda leverde als accessoire een klein ruitje, dat nauwelijks hoger was dan de tellereenheid. In latere jaren werd dat ruitje standaard gemonteerd. De tank liep aan de voorkant schuin omhoog en had een scherpe, naar voren wijzende bies. Het duozadel sloot op de tank aan en was licht getrapt. De onderkant van het zadel maakte een hoek naar beneden, die uitsluitend bedoeld was om de lijnen van de machine te veranderen. De CX 500 had een bijzonder groot achterlicht dat ook vanaf de zijkanten goed zichtbaar was.

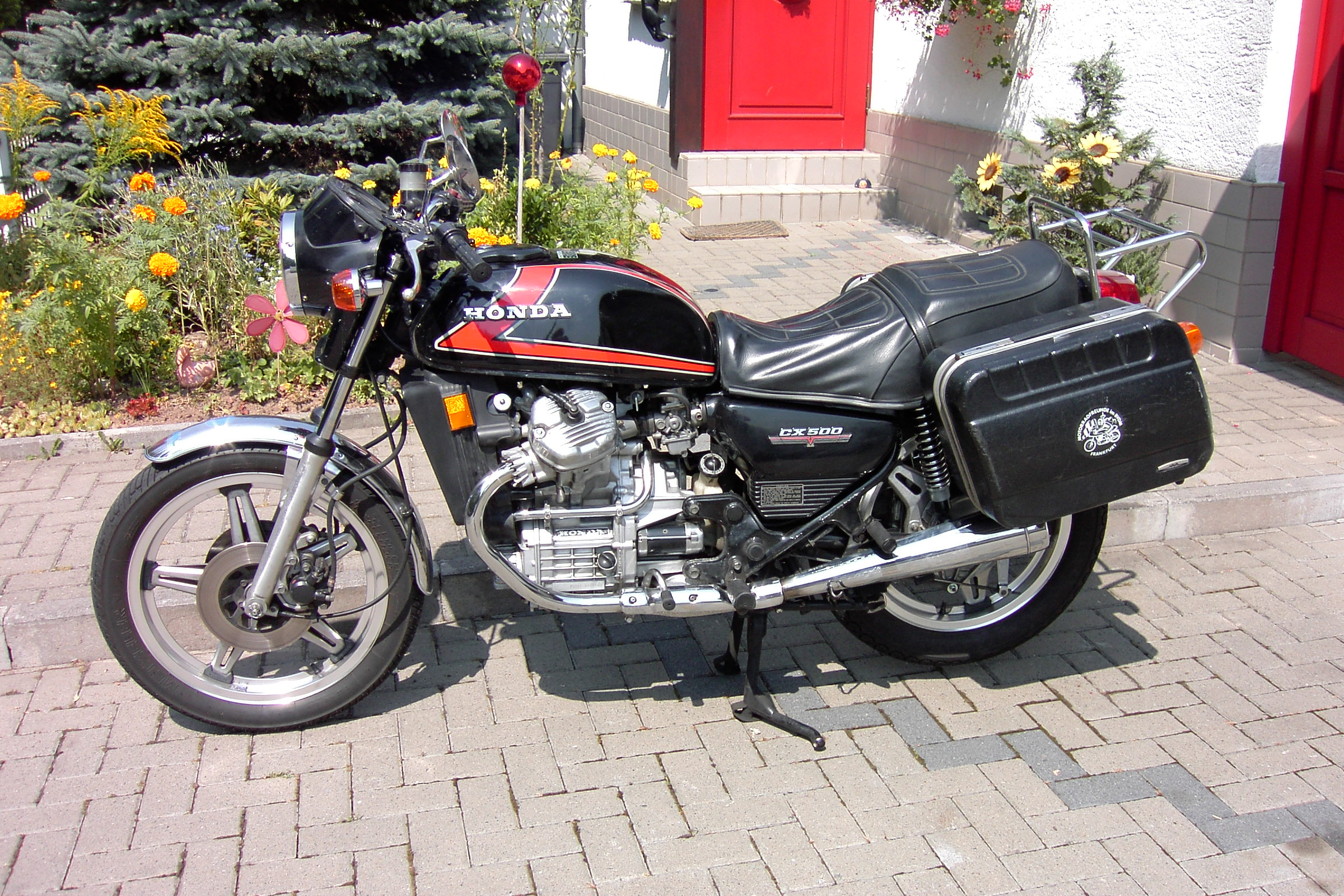
CX 500 A

### 1978-1979, CX 500 A
De CX 500 werd in 1978 en 1979 geleverd in Helios Red, Candy Sapphire Blue, Candy Presto Red en zwart. De tankbies was bij de Candy Presto Red en de zwarte machines rood met een dunne, witte omlijning. Bij de blauwe versie was ze blauw met een dunne, witte omlijning, bij de Helios Red versie was ze zwart met een dunne, witte omlijning.

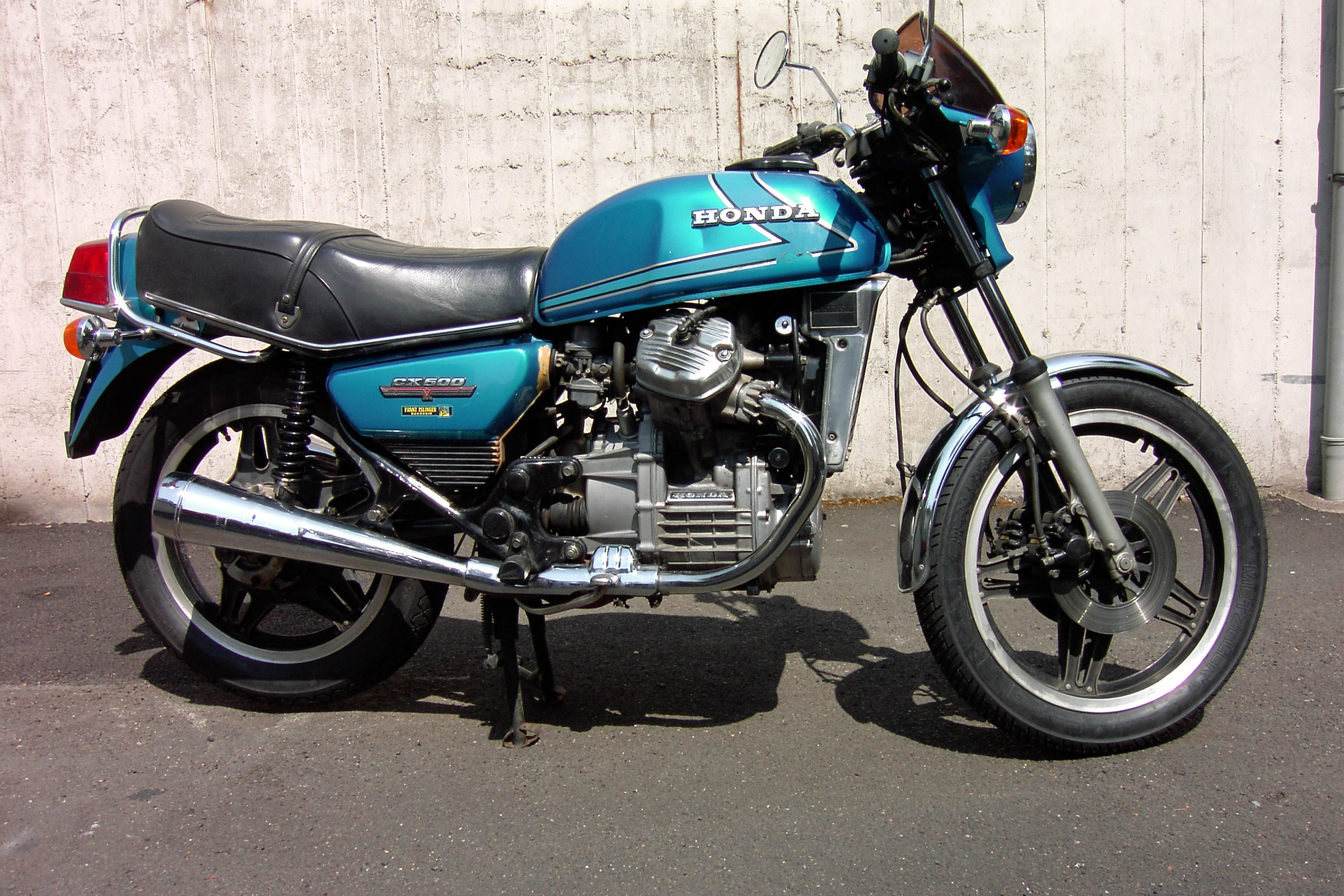
CX 500 B

### 1980-1984, CX 500 B
Vanaf 1980 werd de CX 500 verbeterd, onder meer bij de nokkenaskettingspanner en de krukas. De kleuren werden zwart, Candy Burgundy Red, en Candy Radiant Blue en de comstarvelgen werden vernieuwd. Ze waren nu zwart met opengewerkte spaken. Het plastic ruitje dat aanvankelijk als accessoire leverbaar was, was nu standaard gemonteerd en rond de radiateur verscheen een aluminium rand.

#### Afwijkende versie
Van de CX 500 verscheen een versie die in plaats van de Keihin VB 36 A 35mm-carburateurs Keihin VB 36 B-carburateurs had, eveneens 35 mm, maar die versie leverde slechts 27 pk bij 6.500 tpm. Deze versie was waarschijnlijk voor de Duitse markt bedoeld, waar motorfietsen tot 27 pk in een lagere verzekeringsklasse vielen.

#### Kinderziekten
De eerste series van de CX 500 hadden last van slechte nokkenaskettingspanners en nokkenaskettinggeleiders, die op eigen initiatief van Honda onder garantie vervangen werden.

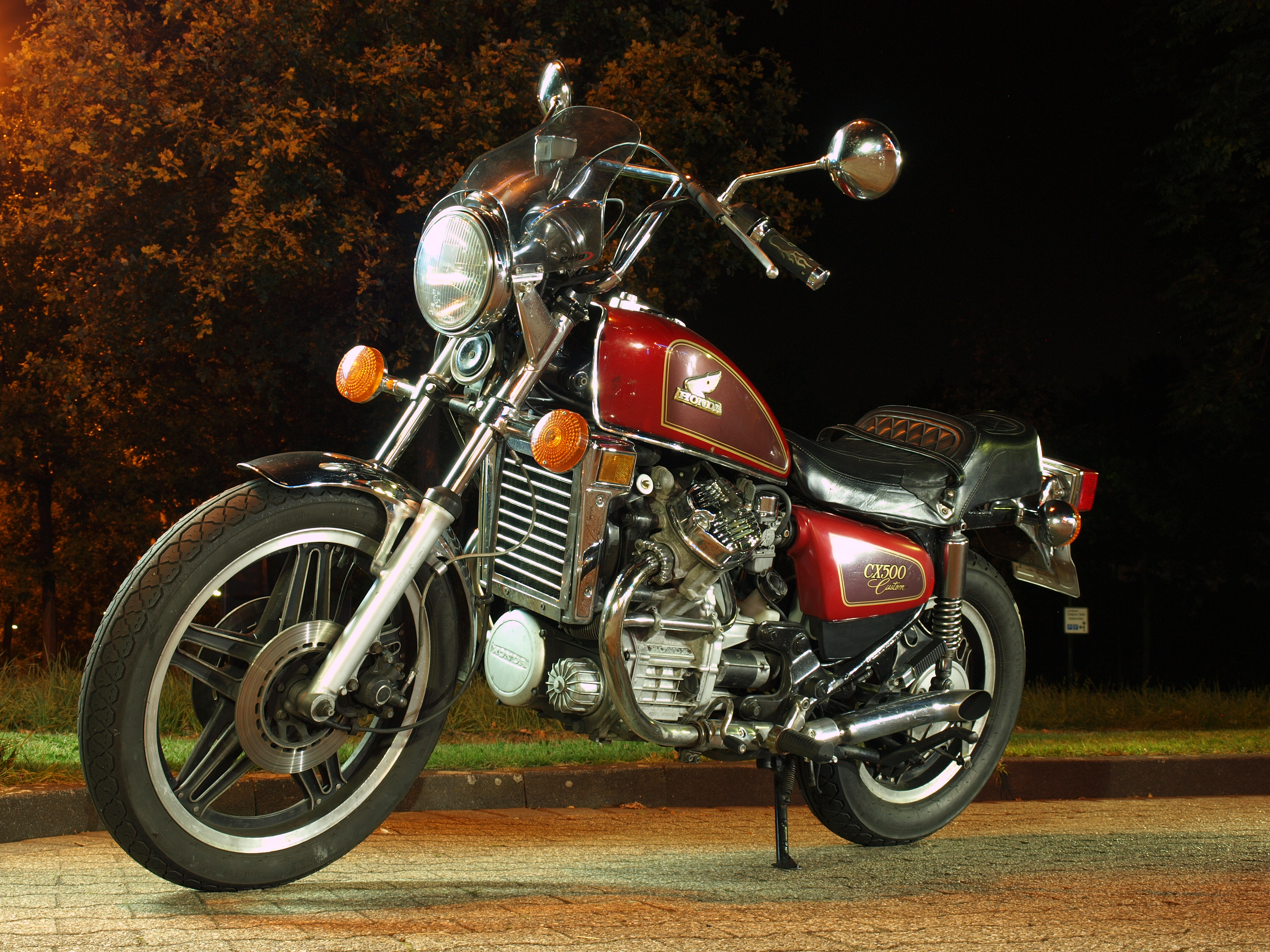
CX 500 C

## 1979-1983, CX 500 C
In het najaar van 1979 verscheen de CX 500 C, waarmee Honda inspeelde op de ontstane customrage. De CX 500 C werd geleverd in meer gedistingeerde kleuren, zoals Candy Plum Red, Candy Universal Blue, zwart en vanaf 1981 ook Candy Bourgogne Red met Red Brown Metallic en Cosmo Black Metallic met Blue Metallic. De CX 500 C kreeg een kleine, druppelvormige 11 liter tank, een hoog en breed stuur en een 16 inch achtervelg, waardoor een zeer bolle 130/90 band gemonteerd kon worden die de machine een bullig customuiterlijk gaf. Ook het King & Queen-zadel droeg daaraan bij. De actieradius was klein, want van de 11 liters benzine waren er 3 reserve, waardoor men na 120 km al een benzinepomp moest gaan zoeken. Het model sloeg goed aan, onder meer vanwege het comfort, maar ook vanwege het uiterlijk, met name de "normale" koplamp zonder het lelijke kunststof kapje.

## 1979-1981, CX 500 Deluxe
Tegelijk met de CX 500 C kwam - alleen voor de Amerikaanse markt - een meer bruikbare machine uit, die elementen van de gewone CX 500 én van de CX 500 C had. Grof gezegd kon men zeggen dat de voorkant CX 500 B (met een normale koplamp) en de achterkant CX 500 C was. Zo had de machine dezelfde 16 inch achterband en het King & Queen-zadel, maar een gewoon stuur en ook de meer praktische 17 liter tank. De 1979-versie werd geleverd in Candy Presto Red en had een snelheidsmeter die tot 120 mijl per uur (195 km/h) ging. De tankbiezen en het "CX 500 Deluxe"-logo op de zijdeksels waren goudkleurig. De 1980-versie had dezelfde hoofdkleur, maar de snelheidsmeter reikte slechts tot 85 mph (135 km/h). De tankbiezen waren rood en goudkleurig, het "CX 500 Deluxe"-logo goudkleurig. De versie uit 1981 werd geleverd in Cosmo Black Metallic met oranje en goudkleurige tankbiezen. Het "CX 500 Deluxe"-logo was goudkleurig. De CX 500 Deluxe had slechts één schijfrem in het voorwiel.

## 1981, nieuw frame
In 1981 bracht Honda met de GL 500 D SilverWing (Interstate) en de CX 500 TC een nieuw frame uit. Het was een brugframe met drie bovenbuizen. Hoewel Honda de allereerste CX 500 al kon leveren met een Rickman-toerkuip, was het nieuwe frame nodig zodat de stroomlijnkuipen van de Interstate en de TC goed zouden aansluiten bij de tank, maar waarschijnlijk was ook het grotere vermogen van de T(urbo) C(ompressor) een beweegreden.

## 1981-1982, GL 500 D SilverWing (Interstate)
In 1981 verscheen de GL 500 SilverWing, een toermachine met dezelfde motor als de CX 500, maar met een nieuwe transistorontsteking. Die was goedkoper en nam minder ruimte in, waardoor er plaats kwam voor een sterkere dynamo. De styling van de SilverWing, die in Nederland nooit werd uitgebracht, deed denken aan de Eurostyling, waarbij de tank en de zijdeksels op elkaar aansloten, maar was veel ronder van vorm. De SilverWing kreeg een kleine topkoffer die in plaats van het duozadel kon worden gemonteerd door de hendels van de beide helmsloten naar boven te trekken. Daardoor werd ook het boordgereedschap bereikbaar. In 1982 werd de topkoffer vervangen door een groter exemplaar. Bij geplaatste topkoffer kon er dus geen duopassagier mee, maar dat werd opgelost door een aftermarket topkoffer die achter het duozadel kon worden geplaatst. De machine kreeg kenmerken van de CX 500 C, zoals het kleine 16 inch achterwiel, maar ook van de nieuwe CX 500 TC, zoals het nieuwe ruggengraatframe en de Pro Link-monovering. Net als de CX 500 Deluxe had de SilverWing slechts één schijfrem in het voorwiel.
Tegelijk kwam de zeer luxueuze SilverWing Interstate uit, met een stroomlijnkuip die sterk leek op die van de GL 1100 GoldWing Interstate. Deze machine had ook standaard kunststof zijkoffers en een veel grotere topkoffer dan de GL 500 SilverWing. De Interstate kreeg twee schijfremmen in het voorwiel, die bovendien dubbelzuiger-remklauwen hadden. De trommelrem achter kreeg vanwege het hogere gewicht van de machine extra koelribben. In de stroomlijnkuip zaten twee opbergvakjes, die helaas niet waterdicht waren, maar waarvan er één met de contactsleutel kon worden afgesloten. Het linker opbergvakje kon worden vervangen door de bedieningsconsole van de radio. De problemen met de nokkenaskettingspanner waren opgelost door een automatisch exemplaar te monteren.

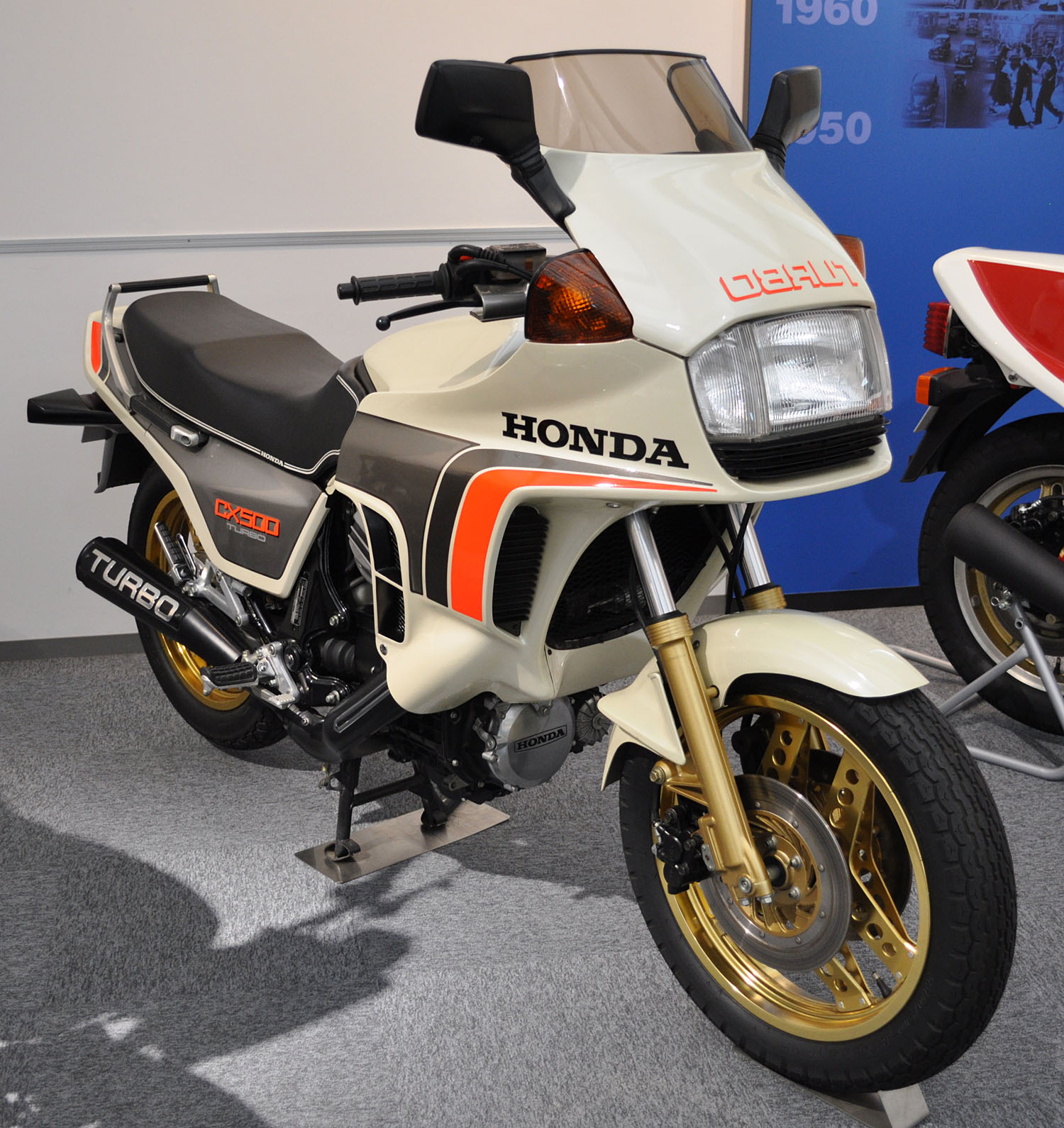
CX 500 T(urbo) C(ompressor)

## 1981-1984, CX 500 TC
In 1981 was Honda de eerste motorfietsfabrikant die een motorfiets met turbocompressor op de markt bracht. Een prototype van de machine werd gepresenteerd op de Internationale Fahrrad- und Motorrad-Ausstellung (IFMA) in Keulen in september 1980. Honda benadrukte dat het een prototype betrof en hield dat ook vol toen journalisten in mei 1981 in Japan de gelegenheid kregen prototypes ter waarde van 150.000 gulden te testen. De motor moest echter flink aangepast worden, wat meer dan 230 patentaanvragen opleverde. Het carter en de krukas werden verstevigd en Honda ontwikkelde een brandstofinjectiesysteem (Computerised Fuel Injection), dat door gespecialiseerde bedrijven als I.H.I. en Nippon Denso geproduceerd ging worden. Zowel de Pro Link-demper als de telescoopvork werden luchtondersteund. De voorvork had bovendien een anti-duiksysteem. De compressieverhouding werd verlaagd tot 7,2:1. Dat was nodig omdat de turbocompressor een overdruk van 1,2 bar leverde. Na de compressieslag zouden de compressie-einddruk en de compressie-eindtemperatuur bij de normale compressieverhouding van 10:1 veel te hoog zijn geworden. De machine kreeg een forse polyester stroomlijnkuip waarop in spiegelbeeld het woord "Turbo" stond. Dat stond ook groot op de beide uitlaatdempers. In november 1981 had de Nederlandse importeur 50 CX 500 TC's, waarmee niet eens alle dealers bediend konden worden. Uiteindelijk was dat geen groot probleem, want toen de machine op 6 april 1986 van de markt verdween (de productie was al in 1984 gestaakt) waren er in Nederland slechts 87 verkocht, temeer omdat in 1983 de opvolger CX 650 TC verscheen.

### Problemen
Grote technische problemen kende de CX 500 TC niet, met uitzondering van de dynamo, die vaak stuk ging door de slechte afwerking van het gietijzer. Om de dynamo te vervangen moest het blok gedemonteerd worden, inclusief het hulpframe, de uitlaten en de turbocompressor. Het rijden was echter voor veel rijders lastig. De machine had - zoals bijna alle turbomotoren - last van turbolag, waardoor hij wat laat reageerde op het gashendel. Andersom was het naijlen van de turbo, waardoor de machine bij het dichtdraaien van het gas bij ca. 6.000 tpm nog even doorging om daarna ineens hard op de motor te remmen. Vervelender was de boost drempel, het plotseling "inkomen" van de turbocompressor bij 5.500 tpm, waardoor er ineens extra vermogen vrij kwam. In een bocht, vooral op nat wegdek, kon dat leiden tot een wegglijdend achterwiel. Op die manier kregen kopers feitelijk twee motorfietsen in één: tot 5.500 een min of meer gezapige toermachine, daarboven een echte sportmotor die zich qua vermogen kon meten met 750- en 1.000cc-modellen. De machine was erg duur, niet alleen in aanschaf, maar ook in het verbruik van brandstof en banden. De extra onderhouds- en reparatiekosten voor de elektronica van de turbo en de brandstofinjectie maakten het gebruik ook duur.

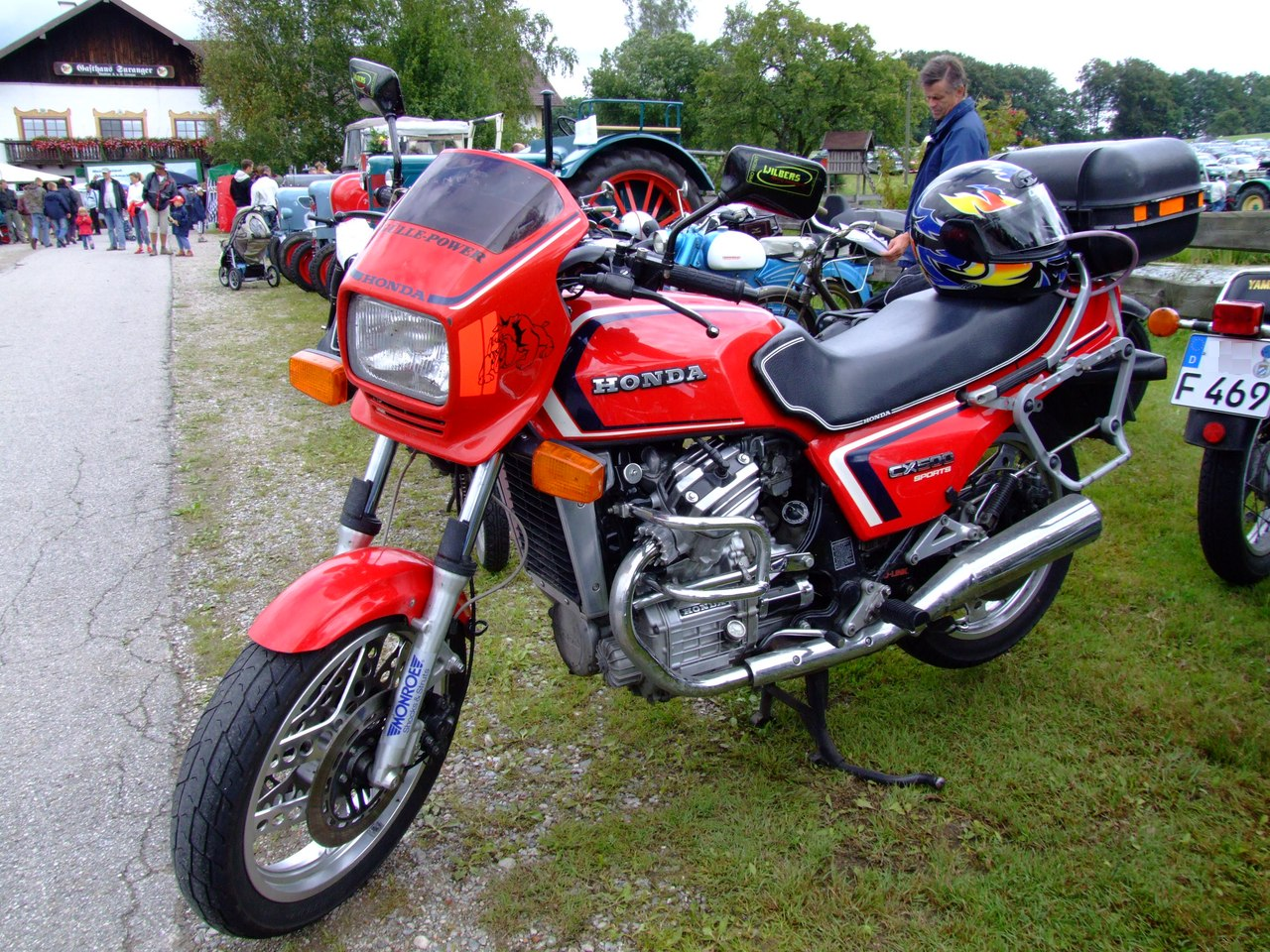
Honda CX 500 EC Sports

## 1982-1984, CX 500 E (Euro, EC Sports, S)
Het laatste model van de CX 500-serie was het sportmodel, dat de naam CX 500 E kreeg, waarbij de "E" stond voor "Euro". Het was dan ook speciaal voor de Europese markt ontworpen. In Europa stond er echter "Sports" op de zijdeksels, waardoor er wat verwarring over de juiste naam ontstond, vooral omdat de machine in het Verenigd Koninkrijk de naam "EC Sports" kreeg, terwijl de naam in Nederland werd afgekort tot "CX 500 S". Het ontwerp week sterk af van de normale CX 500, maar had - afgezien van de stroomlijnkuip - wel kenmerken van de CX 500 TC. De CX 500 E kreeg dezelfde comstarwielen met grote gaten in de spaken, maar ze waren zilverkleurig in plaats van goudkleurig. Ook de zijdeksels leken op die van de TC, maar het zadel liep ver door naast de flanken van de benzinetank en de CX 500 E had een klein stuurkuipje. De uitlaten waren licht omhooggebogen. De machine had een "halve" anti-duik-voorvork, waarbij het anti-duiksysteem op slechts één vorkpoot werkte en de trommelrem achter was vervangen door een schijfrem. De CX 500 E bleef niet lang in productie, omdat al in 1984 de CX 650 E op de markt kwam.

## Technische gegevens
| Honda                  | CX 500 A                                 | CX 500 Deluxe                            | CX 500 B                                 | GL 500 D SilverWing                      | GL 500 D SilverWing Interstate           |                                          | CX 500 Custom                            |                                          | CX 500 TC                                | CX 500 E                                 |
| ---------------------- | ---------------------------------------- | ---------------------------------------- | ---------------------------------------- | ---------------------------------------- | ---------------------------------------- | ---------------------------------------- | ---------------------------------------- | ---------------------------------------- | ---------------------------------------- | ---------------------------------------- |
| Periode                | 1978-1979                                | 1979-1981                                | 1980-1984                                | 1981-1982                                | 1981-1982                                |                                          | 1979-1983                                |                                          | 1981-1984                                | 1982-1984                                |
| Categorie              | Toermotor                                | Toermotor                                | Toermotor                                | Toermotor                                | Toermotor                                |                                          | Custom                                   |                                          | Sportmotor                               | Sportmotor                               |
| Motortype              | OHV 4 kleppen/cilinder                   | OHV 4 kleppen/cilinder                   | OHV 4 kleppen/cilinder                   | OHV 4 kleppen/cilinder                   | OHV 4 kleppen/cilinder                   | OHV 4 kleppen/cilinder                   | OHV 4 kleppen/cilinder                   | OHV 4 kleppen/cilinder                   | OHV 4 kleppen/cilinder                   | OHV 4 kleppen/cilinder                   |
| Bouwwijze              | Vloeistofgekoelde Langsgeplaatste V-twin | Vloeistofgekoelde Langsgeplaatste V-twin | Vloeistofgekoelde Langsgeplaatste V-twin | Vloeistofgekoelde Langsgeplaatste V-twin | Vloeistofgekoelde Langsgeplaatste V-twin | Vloeistofgekoelde Langsgeplaatste V-twin | Vloeistofgekoelde Langsgeplaatste V-twin | Vloeistofgekoelde Langsgeplaatste V-twin | Vloeistofgekoelde Langsgeplaatste V-twin | Vloeistofgekoelde Langsgeplaatste V-twin |
| Boring                 | 78 mm                                    | 78 mm                                    | 78 mm                                    | 78 mm                                    | 78 mm                                    | 78 mm                                    | 78 mm                                    | 78 mm                                    | 78 mm                                    | 78 mm                                    |
| Slag                   | 52 mm                                    | 52 mm                                    | 52 mm                                    | 52 mm                                    | 52 mm                                    | 52 mm                                    | 52 mm                                    | 52 mm                                    | 52 mm                                    | 52 mm                                    |
| Cilinderinhoud         | 496,9 cc                                 | 496,9 cc                                 | 496,9 cc                                 | 496,9 cc                                 | 496,9 cc                                 | 496,9 cc                                 | 496,9 cc                                 | 496,9 cc                                 | 496,9 cc                                 | 496,9 cc                                 |
| Brandstofsysteem       | 2 × Keihin VB 36 A CV- carburateur       | 2 × Keihin VB 36 A CV- carburateur       | 2 × Keihin VB 36 A CV- carburateur       | 2 × Keihin 34 mm CV- carburateur         | 2 × Keihin 34 mm CV- carburateur         |                                          | 2 × Keihin VB 37 A CV- carburateur       |                                          | Turbo / CFI                              | 2 × Keihin VB1AA-A 35 mm- carburateur    |
| Ontsteking             | CDI                                      | CDI                                      | CDI                                      | Transistor                               | Transistor                               |                                          | CDI                                      |                                          | Transistor                               | Transistor                               |
| Smeersysteem           | Wet-sump                                 | Wet-sump                                 | Wet-sump                                 | Wet-sump                                 | Wet-sump                                 | Wet-sump                                 | Wet-sump                                 | Wet-sump                                 | Wet-sump                                 | Wet-sump                                 |
| Compressieverhouding   | 10:1                                     | 10:1                                     | 10:1                                     | 10:1                                     | 10:1                                     | 10:1                                     | 10:1                                     |                                          | 7,2:1                                    | 10:1                                     |
| Max. Vermogen          | 50 pk bij 9.000 tpm                      | 50 pk bij 9.000 tpm                      | 50 pk bij 9.000 tpm                      | 50 pk bij 9.000 tpm                      | 50 pk bij 9.000 tpm                      | 50 pk bij 9.000 tpm                      | 50 pk bij 9.000 tpm                      |                                          | 82 pk bij 8.000 tpm                      | 50 pk bij 9.000 tpm                      |
| Topsnelheid            | 170 km/h                                 | 170 km/h                                 | 170 km/h                                 | ca. 160 km/h                             | 150 km/h                                 |                                          | 165 km/h                                 |                                          | 205 km/h                                 | 160 km/h                                 |
| Primaire aandrijving   | Tandwielen                               | Tandwielen                               | Tandwielen                               | Tandwielen                               | Tandwielen                               | Tandwielen                               | Tandwielen                               | Tandwielen                               | Tandwielen                               | Tandwielen                               |
| Koppeling              | Meervoudige natte plaat                  | Meervoudige natte plaat                  | Meervoudige natte plaat                  | Meervoudige natte plaat                  | Meervoudige natte plaat                  | Meervoudige natte plaat                  | Meervoudige natte plaat                  | Meervoudige natte plaat                  | Meervoudige natte plaat                  | Meervoudige natte plaat                  |
| Versnellingen          | 5                                        | 5                                        | 5                                        | 5                                        | 5                                        | 5                                        | 5                                        | 5                                        | 5                                        | 5                                        |
| Secundaire aandrijving | Cardanas                                 | Cardanas                                 | Cardanas                                 | Cardanas                                 | Cardanas                                 | Cardanas                                 | Cardanas                                 | Cardanas                                 | Cardanas                                 | Cardanas                                 |
| Rijwielgedeelte        | Brugframe                                | Brugframe                                | Brugframe                                | Ruggengraatframe                         | Ruggengraatframe                         |                                          | Brugframe                                |                                          | Ruggengraatframe                         | Ruggengraatframe                         |
| Voorvork               | Telescoopvork                            | Telescoopvork                            | Telescoopvork                            | Telescoopvork                            | Telescoopvork                            | Telescoopvork                            | Telescoopvork                            | Telescoopvork                            | Telescoopvork                            | Telescoopvork                            |
| Achtervork             | Swingarm                                 | Swingarm                                 | Swingarm                                 | Pro Link                                 | Pro Link                                 |                                          | Swingarm                                 |                                          | Pro Link                                 | Pro Link                                 |
| Remmen                 | 2 Schijfremen voor, 1 trommelrem achter  | 1 Schijfrem voor, 1 trommelrem achter    | 2 Schijfremmen voor, 1 trommelrem achter | 1 Schijfrem voor, 1 trommelrem achter    | 2 Schijfremmen voor, 1 trommelrem achter | 2 Schijfremmen voor, 1 trommelrem achter | 2 Schijfremmen voor, 1 trommelrem achter | 2 Schijfremmen voor, 1 trommelrem achter | 2 Schijfremmen voor, 1 trommelrem achter | Schijfremmen                             |
| Tankinhoud             | 17 Liter                                 | 17 Liter                                 | 17 Liter                                 | 17,5 Liter                               | 17,5 Liter                               |                                          | 11 Liter                                 |                                          | 20 Liter                                 | 19 Liter                                 |
| Droog gewicht          | 200 kg                                   | Onbekend                                 | 200 kg                                   | ca. 200 kg                               | 222 kg                                   |                                          | 202 kg                                   |                                          | 227 kg                                   | 208 kg                                   |
| Voorganger             | CB 500 T / CB 500 Four                   | CB 500 T / CB 500 Four                   | CB 500 T / CB 500 Four                   | Geen                                     | Geen                                     | Geen                                     | Geen                                     | Geen                                     | Geen                                     | Geen                                     |
| Opvolger               | VF 500 F                                 | VF 500 F                                 | VF 500 F                                 | GL 650 SilverWing                        | GL 650 SilverWing Interstate             |                                          | VT 500 C Shadow                          |                                          | CX 650 TC                                | VF 500 F / CX 650 E                      |